# Tarjányi Ádám
Tarjányi Ádám (1996. október 9. –) magyar gyorsasági motorversenyző.

## Életpályája
Az első motorkerékpárját 2001.-ben kapta, ami egy Yamaha Pw 50-es volt. 
A következő években több motorral is edzett, Yamaha TTR 90, Kawasaki 65 illetve Kawasaki KX 85 jelű motorkerékpárokkal. 
2006-ban versenyzett először egy gyorsulási versenyen Kunmadarason, ahol a Junior 50 kategóriában indult és második helyezést ért el. 
2007-ben a kalocsai Kaloring SE versenyzőjeként állt rajthoz, minden versenyen. Ebben az évben elnyerte az " Év motorosa" díjat.[forrás?]
2008-ban sebesség rekordot döntött 50³cm-es kategóriában: 150,72 km/h.
2009-ig összesen 28 futamon vett részt. Ebből 1. helyezést négyszer, 2. helyezést tizenegyszer, 3. helyezést tizenháromszor ért el. Ezenkívül négy különdíjat is kapott.
2010. februárjában kapott egy 125 ³cm-es Aprilia motorkerékpárt, ettől kezdve pályamotorozik. Elindult az Országos Bajnokságban, felnőtt mezőnyben a legfiatalabbként 14 évesen. Egy ilyen futam alkalmával felfigyelt rá Talmácsi István (Talmácsi Gábor édesapja). Meghívta Ádámot a csapatába, ahol egy 600³cm-es Yamaha R6  motorkerékpáron kezdett versenyezni. Pár hónap alatt a kezdeti 2:25mp-es köridőit 1:58mp-re javította. 
A Phoenix kupasorozatban 2011. augusztusi futamán 3. helyen végzett. Majd szeptemberben már rajt-cél győzelemmel a dobogó legfelső fokára állhatott.

## Saját motorsport-egyesülete
2012-ben az  év elején saját motor-sport egyesületet alakított, Adam's Racing motorsport egyesület Soltvadkert néven. 
Hivatalos weboldala www.adamsracing.hu címen érhető el.